# Daclizumab
Le daclizumab (nom commercial Zinbryta) est un anticorps monoclonal humanisé (chimère homme-souris) utilisé pour le traitement des adultes atteints de formes récidivantes de sclérose en plaques. Le daclizumab se fixe sur l'antigène CD25, de la sous-unité alpha du récepteur l'interleukine II qui se trouve sur les cellules T.
Il était initialement commercialisé sous le nom de Zenapax pour traiter le rejet aigu chez les personnes greffées du rein en combinaison avec la ciclosporine et des corticostéroïdes. La commercialisation de ce médicament a été abandonnée en 2009 dans cette indication.

## Utilisation
Le daclizumab est utilisé pour traiter les formes récidivantes de sclérose en plaques de l'adulte. Il est administré par voie sous-cutanée. Il bénéficie d'une autorisation de mise sur le marché de l'agence européenne du médicament en date du 1er juillet 2016 accordée au laboratoire Biogen-IDEC Ltd.

## Forme pharmaceutique
Il était disponible en France sous forme de solution pour injection dosée à 150 mg dans une seringue préremplie et en solution pour injection dosée à 150 mg dans un stylo pour injection. La prescription initiale et le renouvellement étaient réservés aux spécialistes en neurologie.
En mars 2018, la firme Biogen annonce le retrait mondial du Zynbrita (daclizumab) en raison d'importants problèmes liés à sa sécurité (notamment un risque d’encéphalite). 
Le retrait de l'autorisation de mise sur le marché du Zynbrita par la Commission Européenne est effectif le 27 mars 2018.